# 쓰가루 노부유키

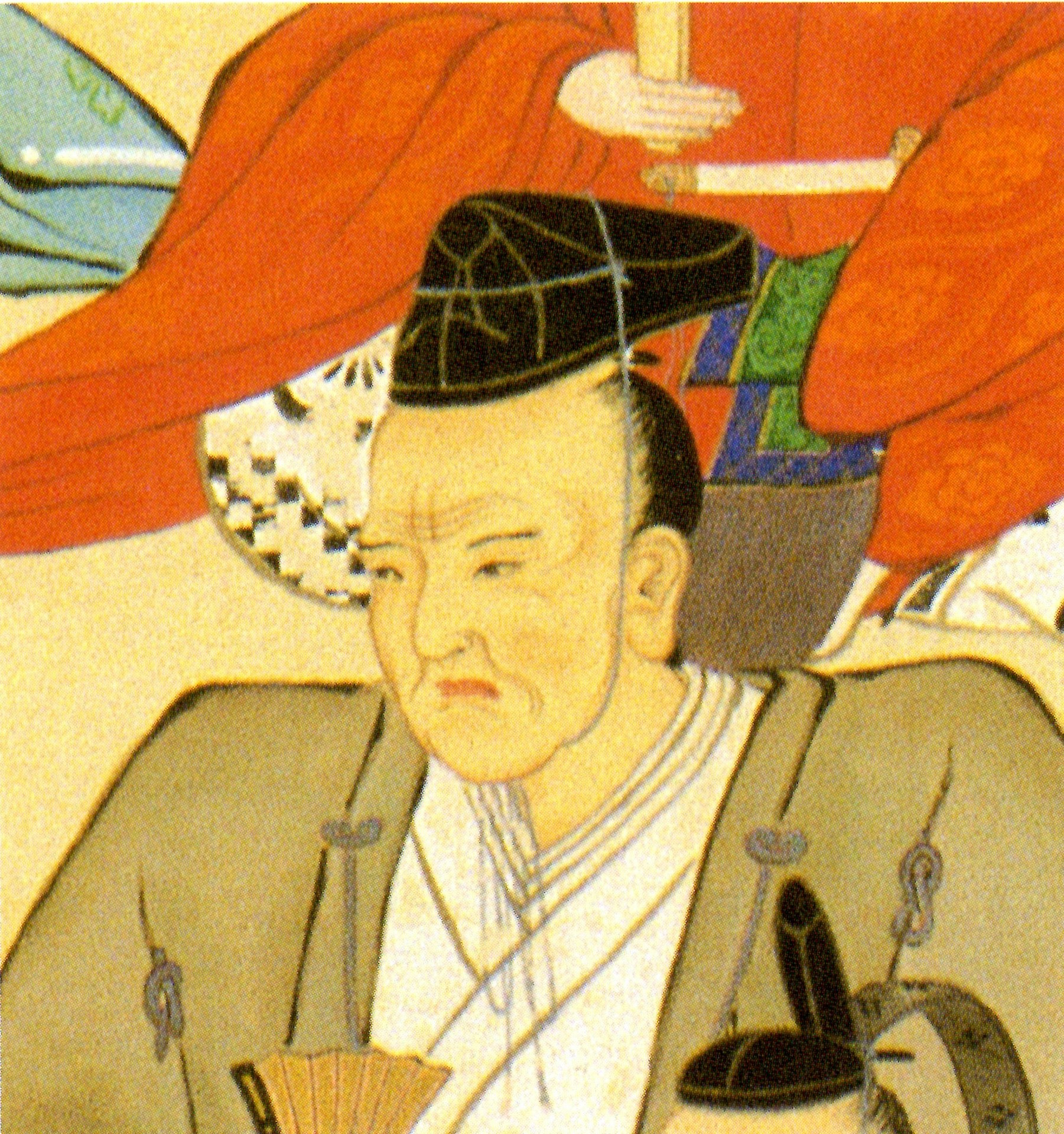
쓰가루 노부유키

쓰가루 노부유키(일본어: 津軽信順, 1800년 4월 18일 ~ 1862년 12월 5일)는 히로사키번의 10대 번주이다. 관위는 종4위하, 데와노카미(出羽守), 시종(侍從)이다.
9대 번주 쓰가루 야스치카의 둘째 아들로 태어났다. 아버지가 소마 다이사쿠 사건으로 실의에 빠져 1825년 은거하자, 노부유키가 이어서 번주의 자리에 올랐다. 우둔한 군주로 유명하여, '바보 나으리'(馬鹿殿様), '요타카 나으리'(夜鷹殿様)라는 별명이 붙었다. 요타카(夜鷹)는 밤에 길가에서 호객하는 매춘 여성을 가리키는 속어로, 산킨코타이 때 숙박하는 곳마다 밤이면 술과 여색에 빠져 있었기 때문에 붙여진 이름이라고 한다. 1834년에는 영내 순찰을 하는데 필요없는 번잡한 정식 행렬로 순시를 나섰고, 불꽃놀이, 달맞이 행사, 네부타 놀이 등 향락을 목적으로 번의 재정을 낭비하였다. 히로사키번의 부채는 70만 냥에 육박했다. 그 외에도 정실로 쇼군 집안의 아내를 맞이하고서는 측실로 에도 니혼바시의 기름집 딸을 맞아들이는 등 난행을 일삼다가, 1839년, 막부측으로부터 강제 은거 명령이 내려졌다. 가독은 양자인 쓰가루 유키쓰구가 이어받았다. 1862년에 63세의 나이로 사망하였다.
| 전임 쓰가루 야스치카 | 제10대 히로사키번 번주 1825년 ~ 1839년 | 후임 쓰가루 유키쓰구 |